# Бутенак
Бутена́к (фр. Boutenac) — коммуна во Франции, находится в регионе Лангедок — Руссильон. Департамент коммуны — Од. Входит в состав кантона Лезиньян-Корбьер. Округ коммуны — Нарбонна.
Код INSEE коммуны — 11048.

## Население
Население коммуны на 2008 год составляло 697 человек.
| 1936 | 1948 | 1954 | 1962 | 1968 | 1975 | 1982 | 1990 | 1999 | 2008 |
| ---- | ---- | ---- | ---- | ---- | ---- | ---- | ---- | ---- | ---- |
| 883  | 678  | 711  | 701  | 622  | 581  | 524  | 519  | 609  | 697  |

## Экономика
Основу экономики составляют виноградарство и туризм.
В 2007 году среди 401 лица в трудоспособном возрасте (15—64 лет) 299 были экономически активными, 102 — неактивными (показатель активности — 74,6 %, в 1999 году было 65,7 %). Из 299 активных работали 272 человека (153 мужчины и 119 женщин), безработных было 27 (15 мужчин и 12 женщин). Среди 102 неактивных 22 человека были учениками или студентами, 46 — пенсионерами, 34 были неактивными по другим причинам.

## Достопримечательности
- Замок Бутенак
- Церковь Сен-Маме XII века
- Статуя Республики на церковной площади (1909 год)

## Фотогалерея

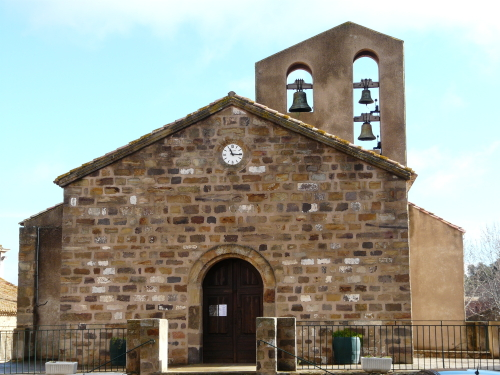
Церковь Сен-Маме
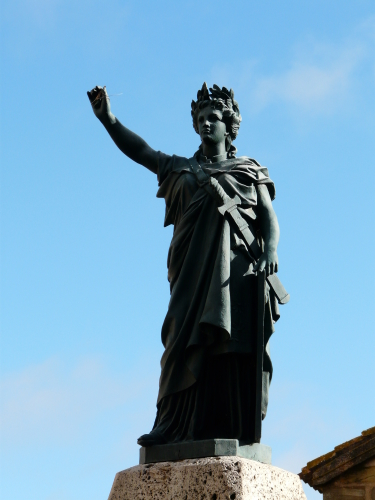
Статуя Республики
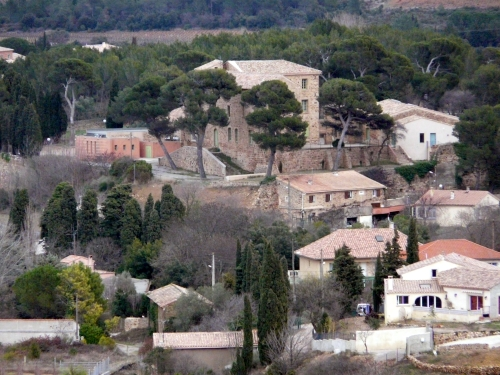
Замок Бутенак